# Escura patriciae
Escura patriciae is een insect uit de familie van de mierenleeuwen (Myrmeleontidae), die tot de orde netvleugeligen (Neuroptera) behoort. 
Escura patriciae is voor het eerst wetenschappelijk beschreven door New in 1985.